# Turbacz (potok)
Turbacz – potok, prawy dopływ Koninki o długości 3,89 km i powierzchni zlewni 4,46 km².

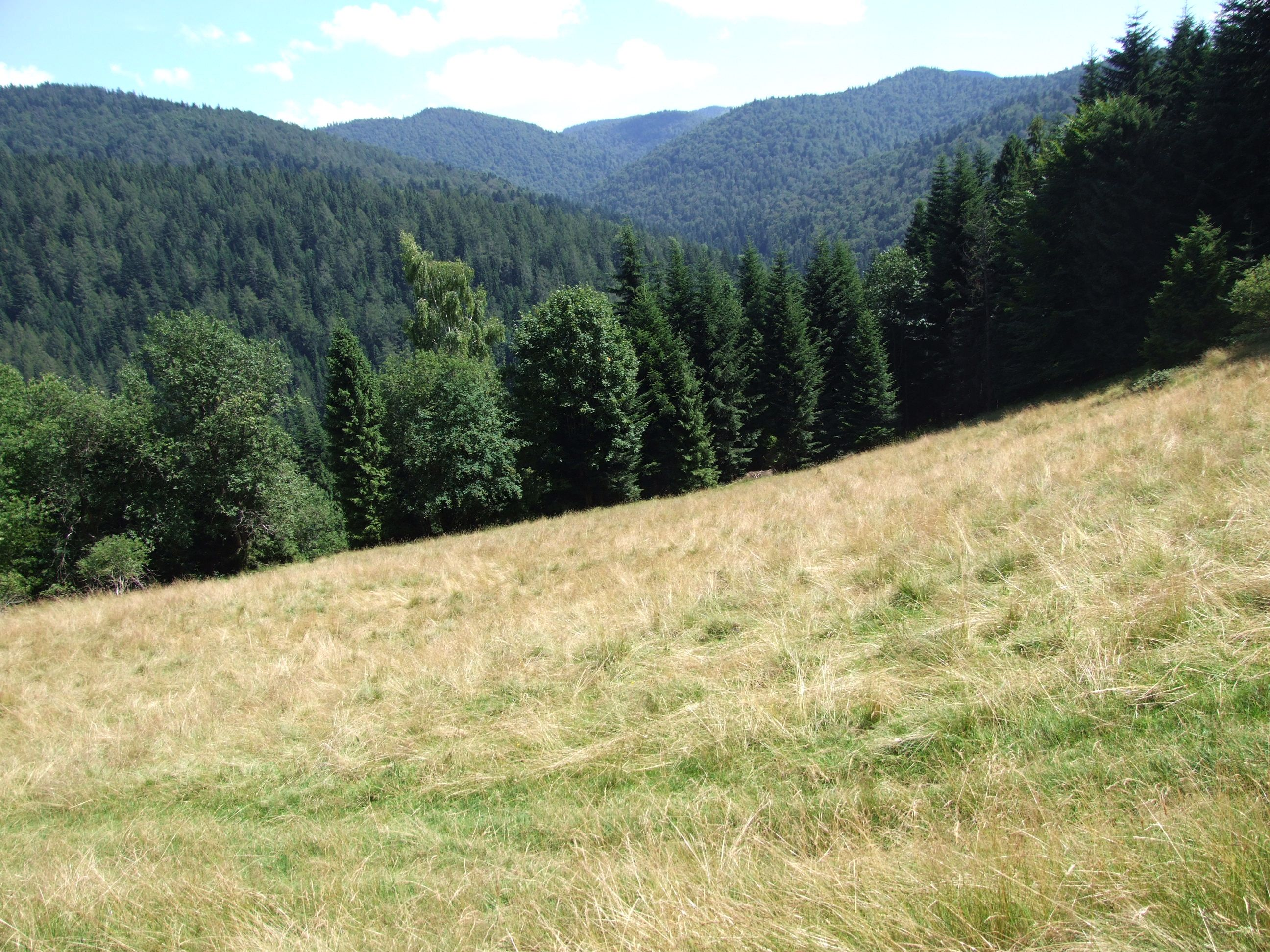
Dolina Koninki i potoku Turbacz

Potok płynie w Gorcach. Wypływa na wysokości 1140 m ze źródła położonego w rozwidleniu grzbietów pod Czołem Turbacza. Spływa w północnym, a później północno-zachodnim głęboką i całkowicie lesistą doliną. Orografcznie prawe jego zbocza tworzy grzbiet ciągnący się od Czoła Turbacza poprzez Kopieniec, Wierch Spalone i Turbaczyk po Basielkę, zbocza lewe zaś grzbiet ciągnący się od Czoła Turbacza przez Suchy Groń po Czarne Błota. Przepływa obok Oberówki i nieco powyżej dolnej stacji wyciągu krzesełkowego na Tobołów wpada do Koninki na wysokości ok. 650 m. Potok Turbacz ma kilka niewielkich dopływów: Roztoka ku Aniołce, Skalisty, Potok pod Łąki i Pociepnica.
Cała zlewnia potoku Turbacz znajduje się w obrębie Gorczańskiego Parku Narodowego, w granicach wsi Poręba Wielka w województwie małopolskim, w powiecie limanowskim, w gminie Niedźwiedź. Wzdłuż dolnej części potoku poprowadzono ścieżkę przyrodniczą „Dolina potoku Turbacz”.